# Nanji Dao
Nanji Dao är en ö i Kina. Den ligger i provinsen Zhejiang, i den östra delen av landet, omkring 320 kilometer söder om provinshuvudstaden Hangzhou. Arean är 9,2 kvadratkilometer. Den sträcker sig 4,6 kilometer i nord-sydlig riktning, och 6,4 kilometer i öst-västlig riktning.
Genomsnittlig årsnederbörd är 2 230 millimeter. Den regnigaste månaden är juni, med i genomsnitt 290 mm nederbörd, och den torraste är juli, med 78 mm nederbörd.